# Мисията невъзможна (филмова поредица)
Вижте пояснителната страница за други значения на Мисията невъзможна.
Мисията невъзможна или Невъзможна мисия (на английски: Mission: Impossible) е американска шпионска филмова поредица, базирана на едноименния сериал, излъчван по CBS от 1966 до 1973 г.

## Филми
| Премиера           | Филм                                              | Режисьор           | Бюджет (млн. USD) | Приходи (млн. USD) |
| ------------------ | ------------------------------------------------- | ------------------ | ----------------- | ------------------ |
| 22 май 1996 г.     | „Мисията невъзможна“                              | Брайън Де Палма    | 80                | 458                |
| 24 май 2000 г.     | „Мисията невъзможна 2“                            | Джон Ву            | 125               | 546                |
| 24 април 2006 г.   | „Мисията невъзможна 3“                            | Джей Джей Ейбрамс  | 150               | 398                |
| 7 декември 2011 г. | „Мисията невъзможна: Режим Фантом“                | Брад Бърд          | 145               | 695                |
| 30 юли 2015 г.     | „Мисията невъзможна: Престъпна нация“             | Кристофър Маккуори | 150               | 682                |
| 27 юли 2018 г.     | „Мисията невъзможна: Разпад“                      | Кристофър Маккуори | 180               | 790                |
| 19 юни 2023 г.     | „Мисията невъзможна: Пълна разплата – част първа“ | Кристофър Маккуори | 290               |                    |
| 23 май 2025 г.     | „Мисията невъзможна: Възмездие“                   | Кристофър Маккуори |                   |                    |